# أندي ستانلي
أندي ستانلي (بالإنجليزية: Andy Stanley)‏ هو قس أمريكي، ولد في 16 مايو 1958 في أتلانتا في الولايات المتحدة.

## وصلات خارجية
- الموقع الرسمي